# Exacum
Genre
Exacum affine est un genre de plantes de la famille des gentianacées.

## Liste d'espèces
Selon NCBI (16 juillet 2021) :
- Exacum affine Balf.f. ex Regel
- Exacum appendiculatum Klack.
- Exacum atropurpureum Bedd.
- Exacum bicolor Roxb., 1820
- Exacum bulbilliferum Baker
- Exacum caeruleum Balf.f.
- Exacum dolichantherum Klack.
- Exacum exiguum Klack.
- Exacum fruticosum Humbert
- Exacum hamiltonii G.Don
- Exacum humbertii Klack.
- Exacum intermedium Klack.
- Exacum linearifolium (Humbert) Klack
- Exacum macranthum Arn. ex Griseb.
- Exacum marojejyense Humbert
- Exacum microcarpum Klack.
- Exacum millotii Humbert
- Exacum nummularifolium Humbert
- Exacum oldenlandioides (S.Moore) Klack.
- Exacum pallidum (Trimen) Klack.
- Exacum paucisquamum Cotylanthera paucisquama C.B.Clarke, 1883
- Exacum pedunculatum L.
- Exacum quinquenervium Griseb.
- Exacum sessile L.
- Exacum stenophyllum Klack.
- Exacum subacaule Humbert
- Exacum subteres Klack.
- Exacum subverticillatum Humbert
- Exacum sutaepense Hosseus ex Craib
- Exacum tetragonum Roxb
- Exacum trinervium (L.) Druce
- Exacum walkeri Arn. ex Griseb.
- Exacum wightianum Arn.

Selon The Plant List (16 juillet 2021) :
- Exacum affine Balf.f. ex Regel
- Exacum amplexicaule Klack.
- Exacum anamallayanum Bedd.
- Exacum anisopterum Klack.
- Exacum appendiculatum Klack.
- Exacum arabicum Thulin
- Exacum atropurpureum Bedd.
- Exacum axillare Thwaites
- Exacum bulbilliferum Baker
- Exacum caeruleum Balf.f.
- Exacum conglomeratum Klack.
- Exacum courtallense Arn.
- Exacum darae Hul
- Exacum decapterum Klack.
- Exacum dipterum Klack.
- Exacum divaricatum (Baker) Schinz
- Exacum dolichantherum Klack.
- Exacum emirnense (Baker) Schinz
- Exacum exiguum Klack.
- Exacum fruticosum Humbert
- Exacum giganteum Klack.
- Exacum gracile Klack.
- Exacum grande Klack.
- Exacum hamiltonii G.Don
- Exacum hoffmannii Vatke ex Schinz
- Exacum humbertii Klack.
- Exacum intermedium Klack.
- Exacum klackenbergii Gopalan
- Exacum lawii C.B.Clarke
- Exacum linearifolium (Humbert) Klack.
- Exacum loheri (H.Hara) Klack.
- Exacum lokohense Humbert
- Exacum macranthum Arn. ex Griseb.
- Exacum marojejyense Humbert
- Exacum microcarpum Klack.
- Exacum millotii Humbert
- Exacum nanum Klack.
- Exacum naviculare Klack.
- Exacum nossibeense Klack.
- Exacum nummularifolium Humbert
- Exacum oldenlandioides (S.Moore) Klack.
- Exacum pallidum (Trimen) Klack.
- Exacum paucisquamum (C.B.Clarke) Klack.
- Exacum pedunculatum L.
- Exacum penninerve Klack.
- Exacum petiolare Griseb.
- Exacum pteranthum Wall. ex G.Don
- Exacum pumilum Griseb.
- Exacum quinquenervium Griseb.
- Exacum radicans Humbert
- Exacum rotundifolium Klack.
- Exacum sessile L.
- Exacum spathulatum Baker
- Exacum speciosum Klack.
- Exacum stenophyllum Klack.
- Exacum stenopterum Klack.
- Exacum subacaule Humbert
- Exacum subteres Klack.
- Exacum subverticillatum Humbert
- Exacum sutaepense Hosseus ex Craib
- Exacum tenue (Blume) Klack.
- Exacum teres Wall.
- Exacum tetragonum Roxb.
- Exacum travancoricum Bedd.
- Exacum trinervium (L.) Druce
- Exacum umbellatum Klack.
- Exacum undulatum Klack.
- Exacum walkeri Arn. ex Griseb.
- Exacum wightianum Arn.
- Exacum zombense N.E.Br.

Selon Tropicos (16 juillet 2021) (Attention liste brute contenant possiblement des synonymes) :
- Exacum affine Balf. f. ex Regel
- Exacum alatum Roth
- Exacum albens L. f.
- Exacum alberti-grimaldii Wohlh. & Callm.
- Exacum amplexicaule Klack.
- Exacum amplexifolium (Mart.) D. Dietr.
- Exacum anamallayanum Bedd.
- Exacum anisopterum Klack.
- Exacum aphyllum (Jacq.) Willd.
- Exacum appendiculatum Klack.
- Exacum arabicum Thulin
- Exacum arenarium Willd. ex Schult. & Schult. f.
- Exacum atropurpureum Bedd.
- Exacum aureum L. f.
- Exacum axillare Thwaites
- Exacum beddomei B. Clarke
- Exacum bellum Lindl. ex Hance
- Exacum bicolor Roxb.
- Exacum bulbilliferum Baker
- Exacum caeruleum Balf. f.
- Exacum cambodianum Dop
- Exacum candollei Bastard
- Exacum carinatum Roxb.
- Exacum chironioides Griseb.
- Exacum concinnum Miq. ex C.B. Clarke
- Exacum conglomeratum Klack.
- Exacum cordatum L. f.
- Exacum courtallense Arn.
- Exacum darae Hul
- Exacum decapterum Klack.
- Exacum dipterum Klack.
- Exacum divaricatum (Baker) Schinz
- Exacum dolichantherum Klack.
- Exacum emirnense (Baker) Schinz
- Exacum erectum (R. Br.) Roth
- Exacum erubescens (Cham. & Schltdl.) Spreng.
- Exacum exiguum Klack.
- Exacum filiforme (L.) Sm.
- Exacum foliosum Griseb.
- Exacum folium Griseb.
- Exacum forbesii Balf. f.
- Exacum fruticosum Humbert
- Exacum giganteum Klack.
- Exacum gracile Klack.
- Exacum gracilipes Balf. f.
- Exacum grande Klack.
- Exacum grandiflorum Gaertn.
- Exacum guianense Aubl.
- Exacum hamiltonii G. Don
- Exacum heteroclitum (L.) Willd.
- Exacum hoffmannii Vatke ex Schinz
- Exacum horsefieldianum Miq.
- Exacum humbertii Klack.
- Exacum humile Sessé & Moc.
- Exacum hyssopifolium Willd.
- Exacum inflatum Hook. & Arn.
- Exacum intermedium Klack.
- Exacum klackenbergii Gopalan
- Exacum lanceolatum Sessé & Moc.
- Exacum latifolium Klack.
- Exacum lawii C.B. Clarke
- Exacum linearifolium (Humbert) Klack.
- Exacum loheri (H. Hara) Klack.
- Exacum lokohense Humbert
- Exacum macrantherum Miq.
- Exacum macranthum Arn. ex Griseb.
- Exacum marojejyense Humbert
- Exacum metzianum Hohen. ex C.B. Clarke
- Exacum microcarpum Klack.
- Exacum millotii Humbert
- Exacum minus (Kunth) Willd. ex Roem. & Schult.
- Exacum nanum (Lace) Klack.
- Exacum naviculare Klack.
- Exacum nervosum (Cham. & Schltdl.) Spreng.
- Exacum nossibeense Klack.
- Exacum nummularifolium Humbert
- Exacum oldenlandioides (S. Moore) Klack.
- Exacum ovale Griseb.
- Exacum ovatum Labill.
- Exacum pallescens (Cham. & Schltdl.) Spreng.
- Exacum pallidum (Trimen) Klack.
- Exacum parviflorum Merr.
- Exacum patens Willd. ex Schult. & Schult. f.
- Exacum paucisquamum (C.B. Clarke) Klack.
- Exacum pedunculare Arn.
- Exacum pedunculatum L.
- Exacum penninerve Klack.
- Exacum perrottetii Griseb.
- Exacum petiolare Griseb.
- Exacum pteranthum Wall. ex G. Don
- Exacum pulchellum Pursh
- Exacum pumilum Griseb.
- Exacum punctatum L. f.
- Exacum pusillum (Lam.) DC.
- Exacum quadrangulare (Dombey ex Lam.) Willd.
- Exacum quinquenervium Griseb.
- Exacum quitense (Kunth) Spreng.
- Exacum racemosum (G. Mey.) Roem. & Schult.
- Exacum radicans Humbert
- Exacum ramosum (Aubl.) Vahl
- Exacum rosulatum Baker
- Exacum rotundifolium Klack.
- Exacum rutenbergiana Schinz
- Exacum rutenbergianum (Vatke) Schinz
- Exacum saulierei Dunn
- Exacum scabrum Willd. ex Schult. & Schult. f.
- Exacum sessile C.B. Clarke
- Exacum socotranum Vierhapper
- Exacum spathulatum Baker
- Exacum speciosum Klack.
- Exacum spicatum (Aubl.) Vahl
- Exacum stenophyllum Klack.
- Exacum stenopterum Klack.
- Exacum strictum Willd. ex Schult. & Schult. f.
- Exacum stylosum Wall. ex G. Don
- Exacum subacaule Humbert
- Exacum subteres Klack.
- Exacum subverticillatum Humbert
- Exacum sulcatum Roxb.
- Exacum sutaepense Hosseus ex Craib
- Exacum tenue (Blume) Klack.
- Exacum tenuifolium Aubl.
- Exacum teres Wall.
- Exacum ternifolium Roem. & Schult.
- Exacum tetragonum Roxb.
- Exacum tetrapterum Griseb.
- Exacum travancoricum Bedd.
- Exacum trinervium (L.) Druce
- Exacum umbellatum Klack.
- Exacum undulatum Klack.
- Exacum vaginale Labill.
- Exacum verticillatum (L.) Willd.
- Exacum viscosum (Aiton) Sm.
- Exacum walkeri Arn. ex Griseb.
- Exacum wightianum Arn.
- Exacum zombense N.E. Br.
- Exacum zygomorpha Aver. & K.S. Nguyen